# Oggetti non stellari nella costellazione del Telescopio
Principali oggetti non stellari visibili nella costellazione del Telescopio.

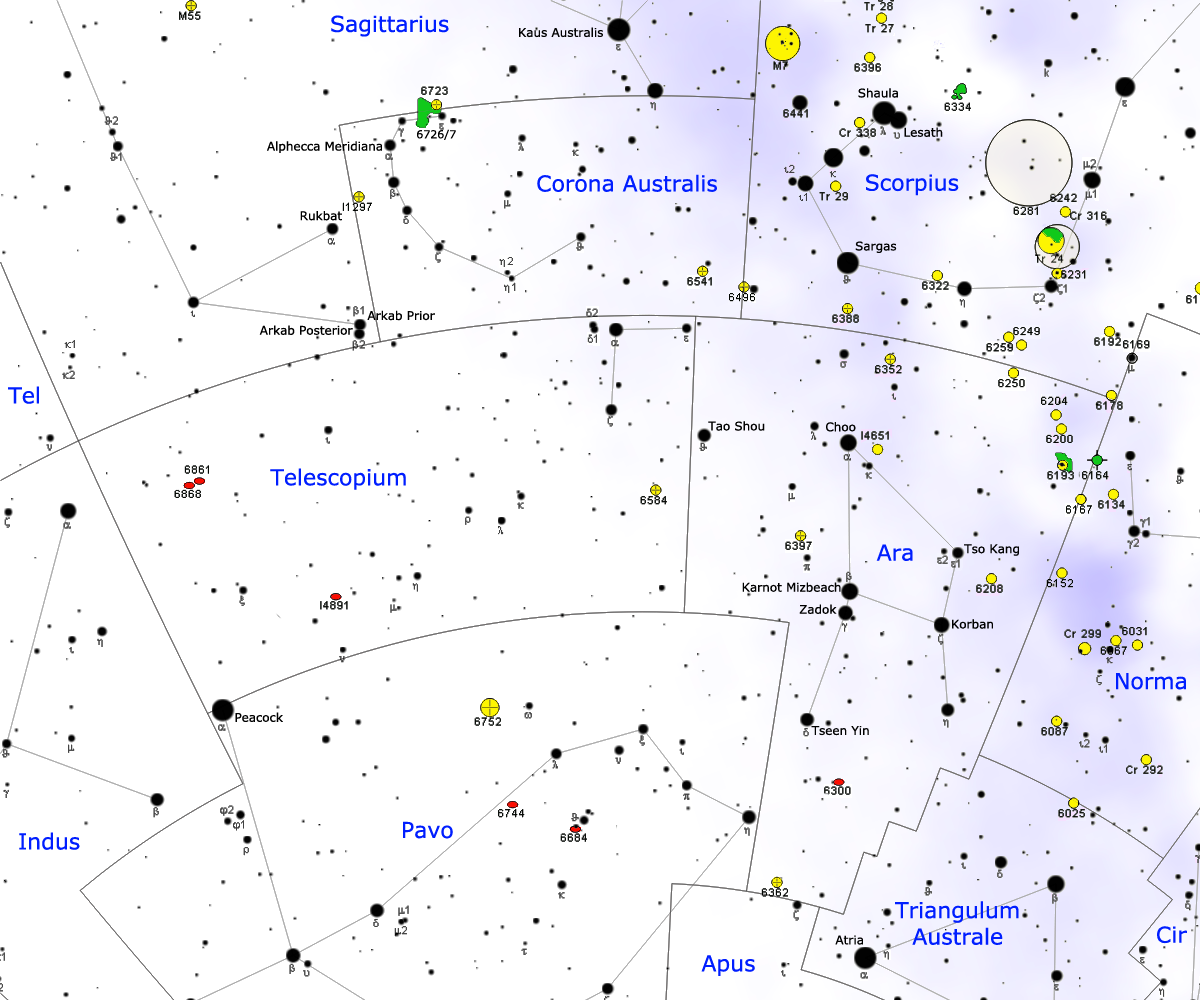
Mappa della costellazione del Telescopio.

## Ammassi globulari
- NGC 6584

## Oggetti esotici
- HD 167128

## Galassie
- ESO 184-82
- IC 4891
- NGC 6861
- NGC 6868

## Ammassi di galassie
- NGC 6845 (4 galassie interagenti)